# سلمان بن سلطان الكعبي
سلمان بن سلطان الكعبي من الأمراء العرب الذين حكموا إمارة الاحواز، حيث رأت الامارة في عهده الإصلاح والتقدم والعمران، فحفر الأنهر وشق الترع وأقام السدود ونظم الزراعة. أيضا انشأ الشيخ سلمان الكعبي أسطولا بحريا جاب مياه شط العرب والخليج العربي.
في عام 1747م تمكن الشيخ سلمان من نقل امارته من القبان إلى الفلاحية في الدورق بعد قتال عنيف بينه وبين الغزاة الفرس. هجوم عثماني على كعب في مايس 1765 بمساعدة إنكليزية واستطاع الأسطول الكعبي الاستيلاء على عدد من السفن العثمانية مما اضطر العثمانيين بعدها الانسحاب إلى البصرة.
كما اشتبك أسطوله مع الاسطول البريطاني التابع لشركة الهند الشرقية فدحرها واستولى على سفينتين منها - سالي واليخت - وسحبهما إلى القبان. قضى الشيخ سلمان أكثر سنوات حكمه في تركيز دعائم امارته وحماية استقلالها إضافة إلى المنجزات العمرانية والاقتصادية التي نفذها في إمارته.
في عام 1767م توفي الشيخ سلمان، فتولى الامارة من بعده أولاده وأحفاده وكان آخر من تولى هذه الامارة هو الشيخ عبد الله بن عيسى بن غيث بعد وفاة أخيه رحمه بن عيسى بن غيث والذي سار على نهج اخيه في منازعاته مع الشيخ جعفر واستمر الوضع على هذه الحالة حتى عهد الشيخ خزعل آخر وأقوى أمراء البوكاسب الذي نازعه على المشيخة الشيخ عبد الحسن بن عبود بن محمد الملقب بشيخ المشايخ ولم ينجح حتى توفي.